# Halielloides
Halielloides is een geslacht van weekdieren uit de klasse van de Gastropoda (slakken).

## Soorten
- Halielloides fragilis Bouchet & Warén, 1986
- Halielloides ingolfiana Bouchet & Warén, 1986
- Halielloides verrilliana (Bush, 1909)